# زمردآسیابکان
زمردآسیابکان (نام علمی: Corduliidae) نام یک تیره از زیرراسته آسیابک است.